# دارسي تومسون
دارسي تومسون (بالإنجليزية: Darcy Thompson)‏ هو دراج أسترالي، ولد في 23 فبراير 1997.